# Сарайкіно
Сара́йкіно (рос. Сарайкино) — присілок в Граховському районі Удмуртії, Росія.

## Населення
Населення — 2 особи (2010; 4 у 2002).
Національний склад станом на 2002 рік:
- удмурти — 100 %

## Урбаноніми[3]
- вулиці — Сарайкинська